# یادگاری (داستان کوتاه)
یادگاری (به انگلیسی:The Memento)، نام داستان کوتاهی از نویسنده مشهور داستان‌های کوتاه آمریکایی، او. هنری است. این داستان، تا کنون در مجموعه داستان‌های کوتاه زیادی چاپ شده‌است، که از میان ان‌ها می‌توان به چاپ شدن در کتاب داستان‌های کوتاه نیویورکی‌ها در کنار داستان‌هایی از جمله پلیس و سرود کلیسا و هدیه مغان اشاره کرد. روایت داسان در کمتر از نیم ساعت اتفاق میفتد؛ وقتی که یک هنرپیشه سابق تئاتر، همکار قدیمی خود را می‌بیند؛ و وی داستان عجیبی در مورد اتفاقاتی که در این طول برایش افتاده، و وی را ناراحت و عرق ریزان به آنجا کشانده، تعریف می‌کند.

## داستان
هنرپیشه‌ای در هتلی مستقر شده تا دوباره وقت کارش برسد. این هتل، از این رو که مقابل ساختمان تئاتر است، جای هنرپیشه‌های تئاتر است و سال هاست که بوده. ناگهان صدای کوبیده شدن بر در میآید، وی در را باز می‌کند و همکار سابق خود را می‌بیند. وی بسیار ناراحت و عصبانی به نظر می‌رسد و گویی مسافت زیادی را دویده، نفس نفس می‌زند. این زن، در دوران هنرپیشگی خود بسیار مشهور بوده؛ به خاطر کاری که در نمایش‌هایش میگرده: وی روی تابی می‌نشسته و در حین تاب خوردن زیردامنی اش همیشه از پایش در میامده؛ و مردها در این وقت بسیار هیجان زده میشدن و معمولاً کسی که زیردامنی را می‌گرفته، سال‌ها ان را نگاه می‌داشته. هنرپیشه کذایی شروع به تعریف داستان زندگی خود در مدتی که ار پیشه هنرپیشگی دور بوده می‌کند: 

" تصمیم گرفتم تا به زادگاهم برگردم و در آنجا کاری ابرومندتر پیدا کنم؛ فقط به این دلیل که از مردها خسته شده بودم. وقتی به روستای زادگاه خود بازگشتم، طولی نکشید که با یک راهب از کلیسا آشنا شدم؛ مرد بسیار خوبی بود و طولی نکشید که تصمیم به ازدواج کردیم. من در همان روستا ازدواج کردم و زندگی ام را از سرگرفتم؛ تا این که متوجه شدم همسرم نسبت به یکی از کشوهای میزش بسیار حساس است. وقتی از او در این باره پرسیدم ابتدا از پاسخ پرهیز کرد؛ ولی سپس گفت: 

در آن کشو یک یادگاری است. یادگاری من از زنی که مدت‌ها پیش دوستش می‌داشتم. 

گفتم: پس چرا با وی ازدواج نکردی؟ 

- عشق ما عشق عجیبی بود. او هیچ وقت با من صحبت نکرده بود ولی همیشه مرا می‌دید و من نیز همیشه او را می‌دیدم. 

- این یادگاری را خود وی به تو داده‌است؟ 

- خوب، این از او به من رسید. 

باری، من که از صداقت وی به وجد آمده بودم این موضوع را فراموش کردم تا این که روزی وقتی خانه را به سوی کلیسا ترک کرد، متوجه شدم در کشوی کذایی باز است. کنجکاوی بر من غلبه کرد و رفنتم ببینم یادگاری مورد نظر چیست؛ به محض این که ان را دیدم، تصمیم به ترک او گرفتم و راه خانه تا اینجا را یک سره آمدم." 
 هنرپیشه می‌پرسد: "ولی یادگاری چه بود؟" 
 همکارش با ناراحتی پاسخ می‌دهد: "یکی از زیردامنی‌های من!"